# Stopień Wodny Rędzin

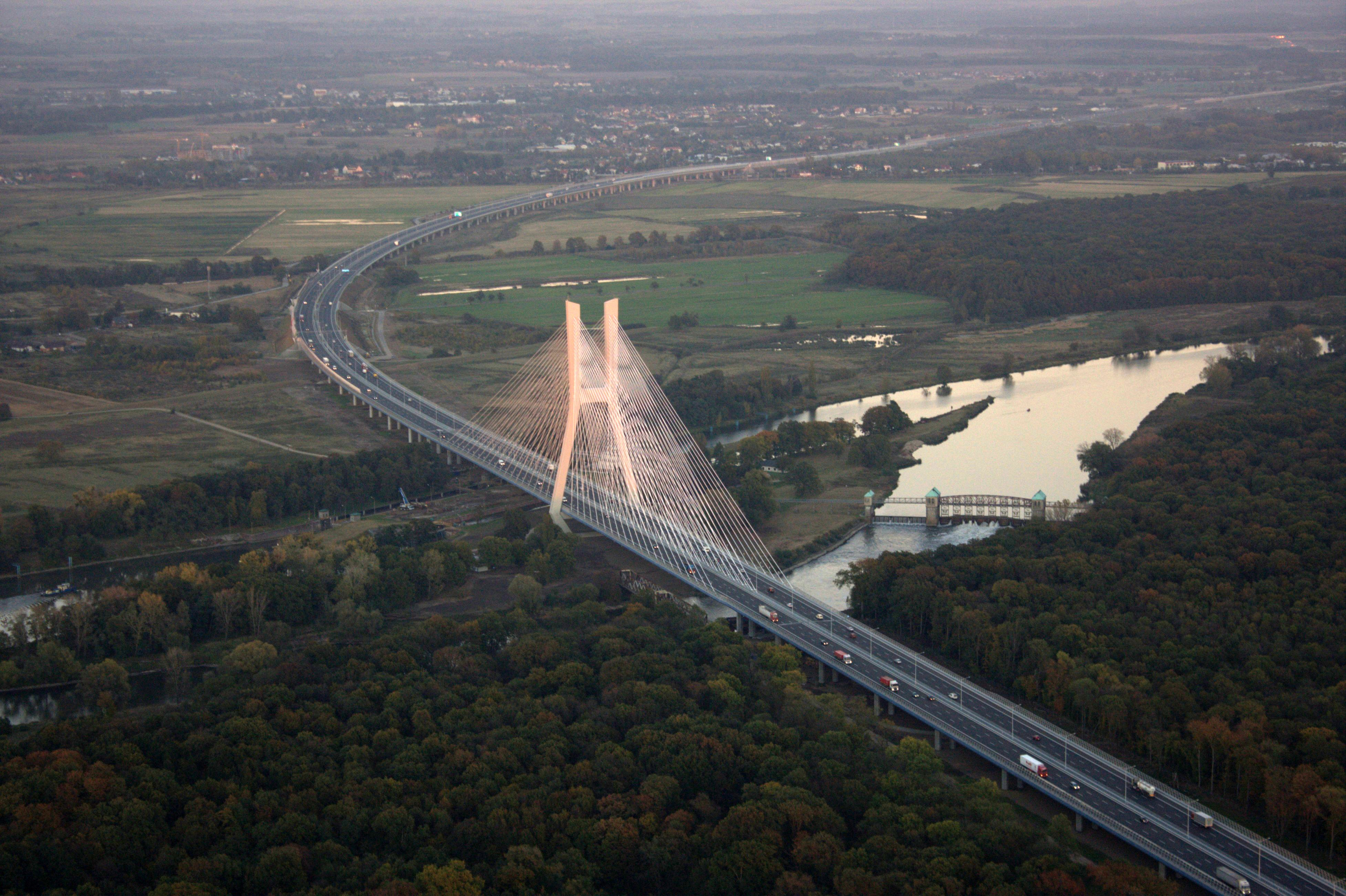
Stopień Wodny Rędzin

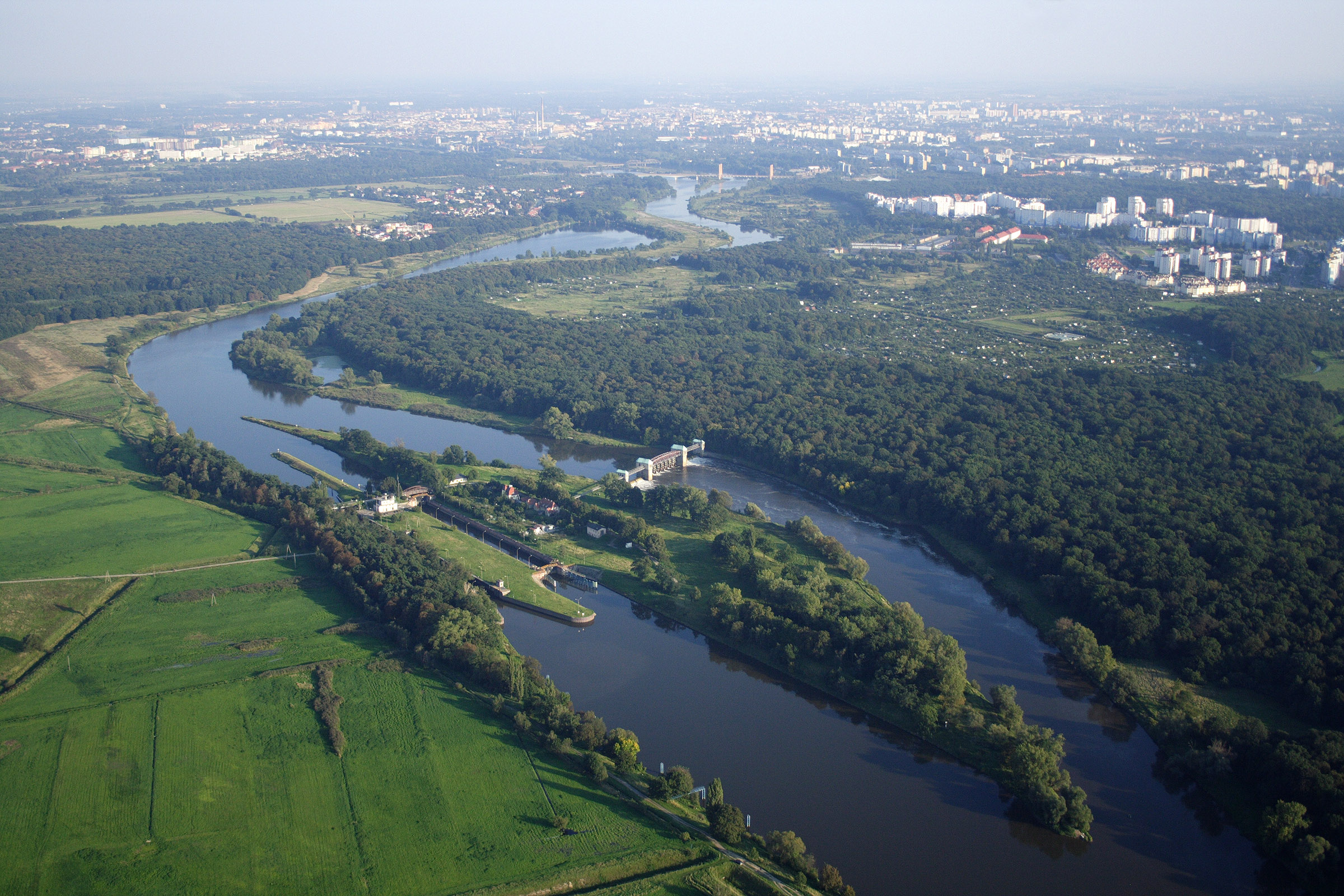
Stopień Wodny Rędzin przed wybudowaniem Mostu Rędzińskiego

Stopień Wodny Rędzin – stopień wodny we Wrocławiu, będący jednym ze stopni Odrzańskiej Drogi Wodnej. Stopień piętrzy wody największej z rzek przepływającej przez miasto – rzeki Odra. Zlokalizowany jest na jej dolnym odcinku we Wrocławiu, tzw. Dolnej Odrze Wrocławskiej. Jest ostatnim na Odrze stopniem wodnym w mieście. Obejmuje budowle piętrzące zlokalizowane w rejonie osiedla Rędzin i Kozanów. W obrębie tego stopnia wodnego znajdują się takie budowle hydrotechniczne jak Jaz Rędzin i Śluzy Rędzin.

## Elementy stopnia

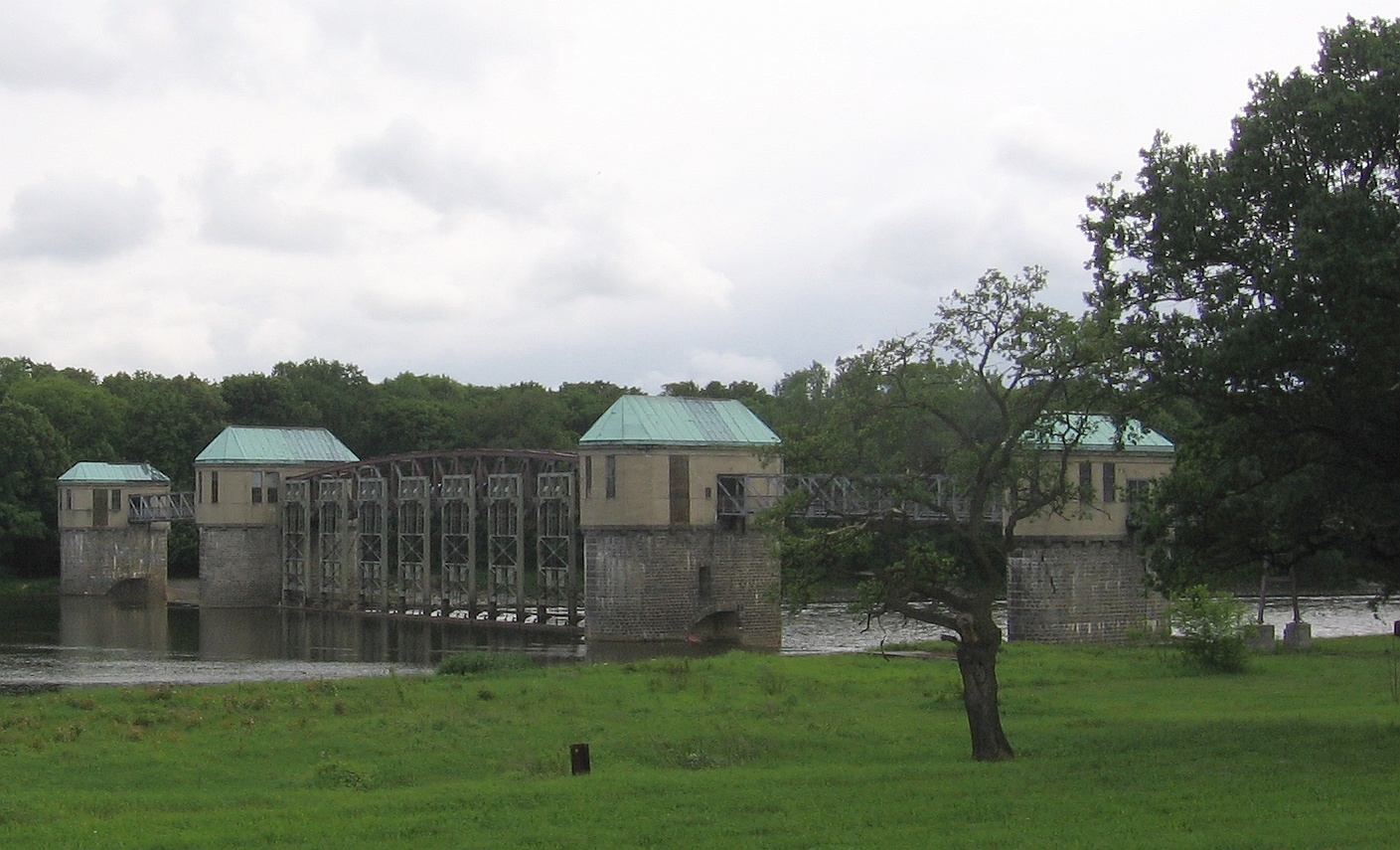
Jaz Rędzin

Stopień ten składa się z trzech podstawowych elementów hydrotechnicznych, tj. budowli piętrzących, a także budynków oraz obiektów pomocniczych i towarzyszących. Podstawowymi elementami tego stopnia są:
- Jaz Rędzin
- Śluza Rędzin I (południowa)
- Śluza Rędzin II (północna).

Oprócz podstawowych obiektów piętrzących stopnia, wybudowano także elementy pomocnicze i towarzyszące, tj. dwa mosty drogowe, budynki i budowle związane z obsługą stopnia, komunikacją na stopniu i administracją, budynki mieszkalne dla pracowników stopnia.

## Historia

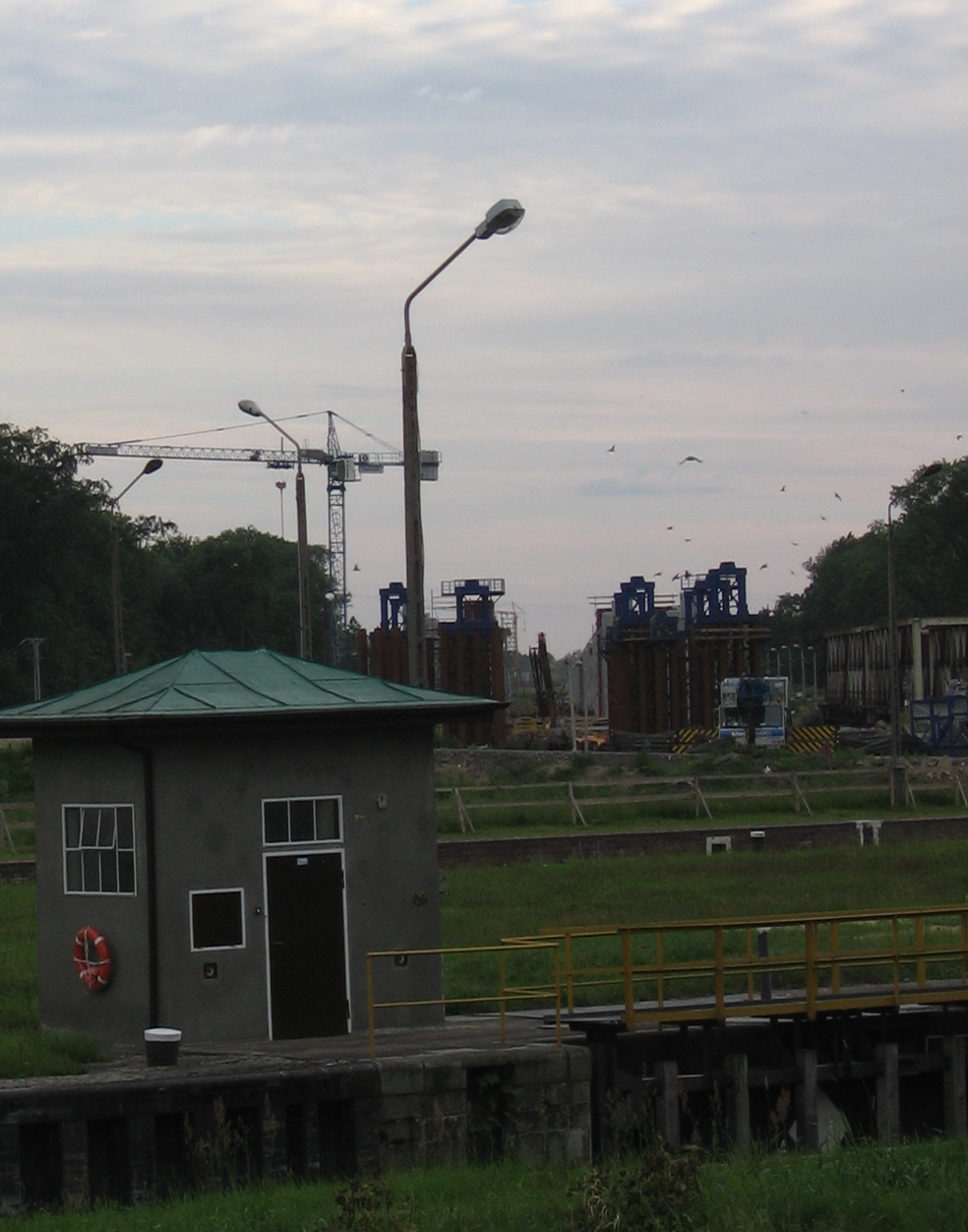
Budowa Mostu Rędzińskiego nad śluzami

Obecny kształt Stopnia Wodnego Rędzin jest wynikiem realizacji inwestycji, polegającej na budowie nowej drogi wodnej oraz nowego systemu zabezpieczenia przeciwpowodziowego miasta. Inwestycja prowadzona była w latach 1913–1917. Dalsza rozbudowa stopnia trwała jeszcze do roku 1942.
W 2011 roku zakończono realizację inwestycji polegającej na budowie Autostradowej Obwodnicy Wrocławia. W ramach niej wybudowano most nad Odrą w rejonie stopnia – Most Rędziński. Most ten zaprojektowano z przęsłem wantowym, a posadowienie pylonu zlokalizowane jest na Wyspie Rędzińskiej. Sam most przebiegał będzie nad śluzami. W związku z tak zaplanowaną budową tej przeprawy wyburzono część budynków przystopniowych na wyspie.
18 grudnia 2018 podpisana została umowa z Centrum Unijnych Projektów Transportowych na dofinansowanie przebudowy stopnia i dostosowanie go do III klasy żeglowności. Koszt projektu ma wynieść 50 012 300 zł, z czego ze środków Unii Europejskiej pochodzić będzie 42,5 mln zł. Wcześniej został wybrany wykonawca prac – konsorcjum firm Eko-Wod i Naviga-Stal.
| lata | obiekt                              | wydarzenie, rodzaj robót                    |
| ---- | ----------------------------------- | ------------------------------------------- |
| 1913 | Stopień Wodny Rędzin                | budowa – początek                           |
| 1916 | most nad śluzą I                    | budowa                                      |
| 1917 | Stopień Wodny Rędzin                | budowa – koniec budowy jazu i śluzy I       |
| 1923 | Jaz Rędzin                          | montaż torów na moście dla wyciągarek zasuw |
| 1923 | Śluza Rędzin II                     | projekt – początek, analiza wstępna         |
| 1926 | Jaz Rędzin                          | budowa – koniec rozbudowy jazu              |
| 1925 | Śluza Rędzin II                     | projekt                                     |
| 1927 | elektrownia wodna (niezrealizowana) | projekt                                     |
| 1931 | Śluza Rędzin II                     | budowa – początek                           |
| 1934 | Śluza Rędzin II                     | budowa – koniec                             |
| 1934 | most nad śluzą II                   | budowa                                      |
| 1942 | Śluza Rędzin II                     | montaż wrót pośrednich                      |
| 2008 | Most Rędziński                      | budowa – początek                           |
| 2011 | Most Rędziński                      | oddanie do użytku                           |

## Nazewnictwo
W okresie powojennym, w Polsce, ukształtowało się odpowiednie nazewnictwo w odniesieniu do obiektów stopnia oraz dla obiektów towarzyszących i kanałów wodnych. Nazwy stosowane w odniesieniu do tych obiektów wywodzą się od nazwy osiedla Rędzin, które położone jest na północnym brzegu przekopu Śluz Rędzin. Dla śluz stosuje się nazwę zgodną z nazwą stopnia wodnego: Śluzy Rędzin; a dla jazu: Jaz Rędzin. Ponieważ współcześnie istniejące obiekty stopnia powstały w czasie, gdy Wrocław przynależał do Niemiec, miały również one wcześniej swoje nazwy niemieckie.
| nazwa obecna | nazwa niemiecka  |
| ------------ | ---------------- |
| Jaz Rędzin   | Ransern–Wehr     |
| Śluzy Rędzin | Ransern–Schleuse |

## Lokalizacja stopnia
Stopnień ten obejmuje budowle piętrzące umiejscowione w dwóch ciekach wodnych: w korycie głównym rzeki Odra oraz na bocznym kanale wodnym, tj. przekopie wykonanym dla potrzeb przeprowadzenia szlaku wodnego i budowy śluz komorowych. Przekop ten stanowi cięciwę niewielkiego zakola rzeki, w którym to zakolu położony jest jaz. Na południe od stopnia rozciąga się teren osiedla Kozanów, a konkretnie obszar Lasu Pilczyckiego. Na północ od stopnia zlokalizowane jest osiedle Rędzin, wokół którego rozciągają się pola irygacyjne (Pola irygacyjne Wrocławia), służące miastu do oczyszczania ścieków. Na początku przekopu Rędzin, na prawym brzegu rzeki, kończy się Las Osobowicki, a na końcu tego kanału, również na prawym brzegu rzeki, zaczyna się obszar Lasu Rędzińskiego. Dojazd do stopnia i na wyspę, możliwy jest od strony północnej z osiedla Rędzin ulicą Piłkarzy.
| element stopnia | km biegu       | kierunek              | brzeg                       | przyczółek, ramię kanał | elementy pomocnicze, towarzyszące                                   |
| --------------- | -------------- | --------------------- | --------------------------- | ----------------------- | ------------------------------------------------------------------- |
| Jaz Rędzin      | 260,70 km Odry | południowy            | lewy                        | Kozanów – Las Pilczycki | most jazowy, przepławka dla ryb                                     |
| Jaz Rędzin      | 260,70 km Odry | Dolna Odra Wrocławska |                             |                         | most jazowy, przepławka dla ryb                                     |
| Jaz Rędzin      | 260,70 km Odry | północny              | prawy                       | Wyspa Rędzińska         | most jazowy, przepławka dla ryb                                     |
| Śluza Rędzin I  |                | południowy            | lewy                        | Wyspa Rędzińska         | dwa mosty drogowe budynki: administracyjny, gospodarczy, mieszkalne |
| Śluza Rędzin I  | Przekop Rędzin |                       |                             |                         | dwa mosty drogowe budynki: administracyjny, gospodarczy, mieszkalne |
| Śluza Rędzin I  | północny       | prawy                 | "wyspa" rozdzielająca śluzy |                         | dwa mosty drogowe budynki: administracyjny, gospodarczy, mieszkalne |
| Śluza Rędzin II |                | południowy            | "wyspa" rozdzielająca śluzy | lewy                    | dwa mosty drogowe budynki: administracyjny, gospodarczy, mieszkalne |
| Śluza Rędzin II | Przekop Rędzin |                       |                             |                         | dwa mosty drogowe budynki: administracyjny, gospodarczy, mieszkalne |
| Śluza Rędzin II | północny       | prawy                 | Rędzin                      |                         | dwa mosty drogowe budynki: administracyjny, gospodarczy, mieszkalne |

## Miejsce w układzie funkcjonalnym

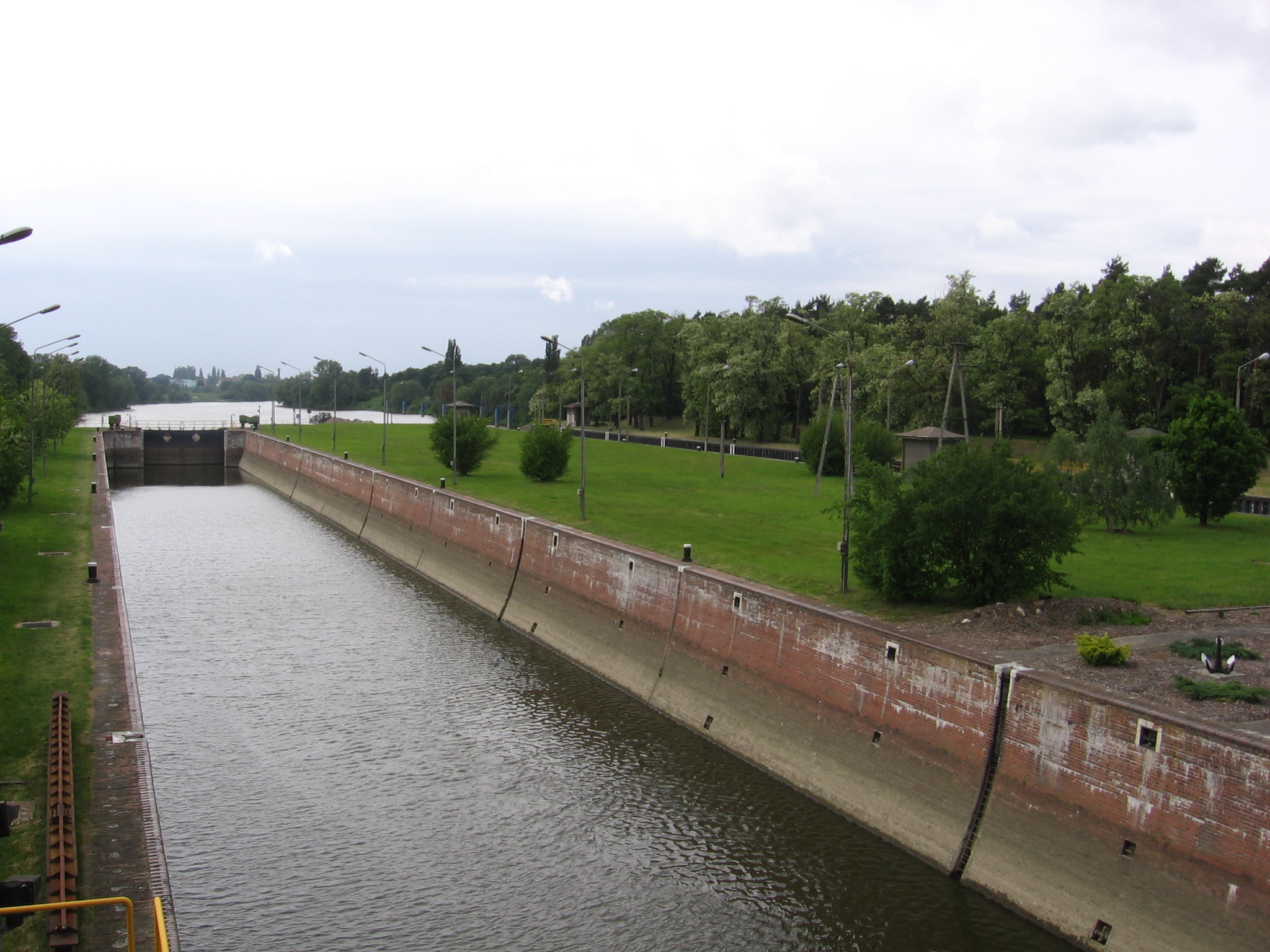
Śluza Rędzin I (południowa)

Wrocław położony jest nad skanalizowanym odcinkiem rzeki Odra, co oznacza, że Stopień Wodny Rędzin jest jednym z całego ciągu stopi utrzymujących wymagany poziom wody na rzece. Poprzednimi stopniami wodnymi są odpowiednio:
- na Głównej Drodze Wodnej we Wrocławiu – Stopień Wodny Różanka[e]
- na Miejskiej Drodze Wodnej we Wrocławiu – Śluza Miejska[f], wchodząca w skład Stopnia Wodnego Psie Pole[g]
- na Odrze Śródmiejskiej – Mieszczański Stopień Wodny[h]

Następnym stopniem wodnym na Odrze jest położony poza Wrocławiem Stopień wodny Brzeg Dolny.
Szlak wodny prowadzący przez Stopień Wodny Rędzin jest drogą wodną, w rozumieniu odpowiednich przepisów prawa, tj. rozporządzenia Rady Ministrów w sprawie śródlądowych dróg wodnych – wykaz śródlądowych dróg wodnych; został on ujęty w wykazie śródlądowych dróg wodnych stanowiącym załącznik do tego rozporządzenia, tzw. Odrzańską Drogą Wodną, będąca elementem międzynarodowej drogi wodnej E–30.

## Obiekty podstawowe
Obiekty podstawowe stopnia to obiekty utrzymujące odpowiedni, założony poziom piętrzenia na stopniu oraz realizujące inne, konkretne funkcje, do których dana budowla jest przeznaczona. Spad na stopniu dla normalnego poziomu piętrzenia wynosi: 2,0 m.
| nazwa           | ramię, kanał   | rodzaj      | data powstania | podstawowe dane                                                  |
| --------------- | -------------- | ----------- | -------------- | ---------------------------------------------------------------- |
| Jaz Rędzin      | Odra           | jaz         | 1917 (1926)    | przęsła: 30,62+54,08+30,62 m; zamknięcia: segment+zasuwy+segment |
| Śluza Rędzin I  | przekop Rędzin | śluza wodna | 1917           | wymiary: 203,1 × 12,0 m; zamknięcia: wrota wsporne               |
| Śluza Rędzin II | przekop Rędzin | śluza wodna | 1934           | wymiary: 226,0 × 12,0 m; zamknięcia: wrota wsporne               |

## Pozostałe obiekty
Wśród obiektów uzupełniających i towarzyszących zrealizowanych w obrębie stopnia wymienić należy:
- przepławka dla ryb przy jazie
- most jazowy
- most drogowy nad śluzą I, przy głowie górnej śluzy
- most drogowy nad śluzą II, przy głowie górnej śluzy
- budynek sterowni dla śluz, usytuowany pomiędzy śluzami
- inne, niewielkie budynki techniczne i gospodarcze przy budowlach hydrotechnicznych stopnia
- budynki administracyjne, mieszkalne i gospodarcze, na Wyspie Rędzińskiej, obecnie część z nich nie istnieje – została wyburzona[13][14].

Przy głowie górnej Śluzy Rędzin II umieszczono dwie tablice pamiątkowe:
- tablica poświęcona jeńcom francuskim, pracującym przy śluzie II, w latach 1941-1942, odsłonięta w latach 70., a ufundowana przez tkaczy z Lyonu,
- pracownikom polskim, który po II wojnie światowej, pracując przy odbudowie obiektów i przywróceniu żeglugi na Odrze stracili życie.

Most nad śluzą I powstał wraz z budową tej śluzy, w 1916 roku. Jest to most jednoprzęsłowy, od długości 34,60 m, jego rozpiętość w świetle podpór wynosi 23,10 m, a w świetle przyczółków mostu wynosi 21,96 m. Szerokość mostu wynosi 5,70 m, w tym jezdnia o szerokości 4,05 m, i dwa chodniki o szerokości 0,50 m każdy. Konstrukcja mostu to dwa stalowe dźwigary w rozstawie 5,50 m z górnym pasem parabolicznym o wysokości 4,58 m. Przyczółki mostu wykonane są jako murowane z cegły. Stalową konstrukcję mostu wykonała firma Beuchelt z Grünberg (Zielona Góra), ze stali dostarczonej przez Laurahütte, a montaż przeprowadziła firma G. Trelenberg z Wrocławia.
Również i budowa mostu nad śluzą II prowadzona była równocześnie z budową śluzy. Jest to most jednoprzęsłowy, od długości 34,05 m, jego rozpiętość w świetle podpór wynosi 22,96 m. Szerokość mostu wynosi 4,82 m, w tym jezdnia o szerokości 3,52 m, i dwa chodniki o szerokości 0,50 m każdy. Konstrukcja mostu to dwa stalowe dźwigary w rozstawie 3,20 m, blachownice o wysokości środnika 1460 mm. Pomost opiera się na belkach poprzecznych rozmieszczonych co 3,28 m. Balustrady stalowe zamocowane do pomostu w rozstawie 4,52 m mają wysokość 1,18 m.